# Turquía en el Festival de la Canción de Eurovisión
Turquía —aceptado por la Unión Europea de Radiodifusión como Türkiye desde 2022— debutó en 1975 en el XX Festival de la Canción de Eurovisión, siendo representado por Semiha Yankı con «Seninle bir dakika» («Un minuto contigo»). Desde esa ocasión, no logró ningún tipo de éxito hasta finales de la década de 1990. Ya ha logrado vencer en el festival en la edición de 2003, «Everyway that I can» de Sertab Erener, derrotando a Bélgica por solo dos puntos y a Rusia por 3 puntos.

## Historia
Turquía, debido a presiones de los países árabes, dejó la competencia en 1979, la cual se realizaría en Jerusalén, impidiendo que la cantante Maria Rita Epik y su grupo 21 pudieran (ya seleccionados), interpertaran la canción «Seviyorum».
Desde la introducción de la regla de libre idioma, así como del televoto (en 1999 y 1997 respectivamente), las canciones turcas han disfrutado más éxito que en años pasados. 
En 1997, Turquía terminó en 3° lugar con la canción «Dinle» de Şebnem Paker, siendo el primer éxito del país en el festival del cual vendrían muchos más.
En 2004, después de su victoria el año anterior, organizó el Festival en Estambul, siendo representados por el grupo Athena y la canción «For real» quedando en un honroso 4° lugar. En 2005 y 2006 quedarían muy cerca del top 10 posicionándose 13° y 11° respectivamente.
En 2007, seguirían los buenos resultados con otro 4° lugar con Kenan Doğulu y «Shake it up Şekerim» con un total de 163 puntos, habiendo pasado por la semifinal, quedando 3° con 197.
En 2008 el grupo Mor ve Ötesi quedaría 7° tanto en su semifinal (con 85 puntos) y en la final (con 137 puntos) con la canción «Deli» («Loco», en español). 
En 2009, vendría otro 4° lugar con la cantante turco-belga Hadise y «Düm tek tek», quien quedó segunda en la semifinal 1 con 172 puntos y 8 máximas puntuaciones.
En 2010 manteniendo la racha de buenos resultados maNga con el tema «We could be the same» lograron 170 puntos que le bastaron para quedarse con la segunda posición y dos días antes, lograron la primera victoria de Turquía en una semifinal con 118 puntos, la cantidad de puntos más baja en la historia de la semifinal. Hasta ahora estos han logrado el mejor resultado de la república desde el 2003.
En 2011, y por primera vez desde que se implantó el sistema de semifinales, Turquía no consigue el paso a la final con la canción «Live It Up» del grupo Yüksek Sadakat quedándose 13°.
En el año 2012 con su representante Can Bonomo y la canción «Love Me Back», consiguieron el 7° puesto, siendo este año, el tema más beneficiado del televoto.
Desde entonces, en modo de protesta por la existencia de los jurados nacionales y el Big Five, Turquía se ha retirado de la competición. A pesar de que el 7 de febrero de 2015, tras negociaciones con la UER, anunciaron que participarían en el 2016, Turquía se retractó más tarde y proclamó que no volverá a participar. En agosto de 2018, el director general de la radiodifusora turca TRT, İbrahim Eren, declaró además que no consideran regresar porque "no pueden emitir" en un horario en el que los niños están despiertos "a alguien como al representante austriaco barbudo con falda, que no cree en los géneros, y se considera hombre y mujer a la vez", en alusión a la ganadora de Eurovisión 2014 Conchita Wurst. Añadió haber trasladado a la UER que "se habían desviado de sus valores", y que como resultado "otros países también han dejado Eurovisión", diciendo que "hay un caos mental en la UER por sus dirigentes".
En un total de 10 veces ha quedado este país dentro de los diez primeros clasificados en una gran final.

## Participaciones
Leyenda
     Ganador
     Segundo puesto
     Tercer puesto
     Cuarto o quinto puesto (Top 5)
     Último puesto
| Año                            | Sede       | Artista                           | Canción                    | Final           | Pts.            | Semifinal               | Pts.                    |
| ------------------------------ | ---------- | --------------------------------- | -------------------------- | --------------- | --------------- | ----------------------- | ----------------------- |
| 1975                           | Estocolmo  | Semiha Yankı                      | «Seninle bir dakika»       | 19              | 3               | No hubo semifinales     | No hubo semifinales     |
| No participó entre 1976 y 1977 |            |                                   |                            |                 |                 |                         |                         |
| 1978                           | París      | Nilüfer & Nazar                   | «Sevince»                  | 18              | 2               | No hubo semifinales     | No hubo semifinales     |
| 1979                           | Jerusalén  | Maria Rita Epik y 21. Peron       | «Seviyorum»                | Retirado        | Retirado        | Retirado                | Retirado                |
| 1980                           | La Haya    | Ajda Pekkan                       | «Pet'r oil»                | 15              | 23              | No hubo semifinales     | No hubo semifinales     |
| 1981                           | Dublín     | Ayşegül Aldinç & Modern Folk Trio | «Dönme dolap»              | 18              | 9               | No hubo semifinales     | No hubo semifinales     |
| 1982                           | Harrogate  | Neco                              | «Hani»                     | 15              | 20              | No hubo semifinales     | No hubo semifinales     |
| 1983                           | Múnich     | Çetin Alp y The Short Waves       | «Opera»                    | 19              | 0               | No hubo semifinales     | No hubo semifinales     |
| 1984                           | Luxemburgo | Beş Yıl Önce, On Yıl Sonra        | «Halay»                    | 12              | 37              | No hubo semifinales     | No hubo semifinales     |
| 1985                           | Gotemburgo | MFÖ                               | «Didai Didai Dai»          | 14              | 36              | No hubo semifinales     | No hubo semifinales     |
| 1986                           | Bergen     | Klips ve Onlar                    | «Halley»                   | 9               | 53              | No hubo semifinales     | No hubo semifinales     |
| 1987                           | Bruselas   | Seyyal Taner y Locomotif          | «Şarkım sevgi üstüne»      | 22              | 0               | No hubo semifinales     | No hubo semifinales     |
| 1988                           | Dublín     | MFÖ                               | «Sufi»                     | 15              | 37              | No hubo semifinales     | No hubo semifinales     |
| 1989                           | Lausana    | Pan                               | «Bana bana»                | 21              | 5               | No hubo semifinales     | No hubo semifinales     |
| 1990                           | Zagreb     | Kayahan                           | «Gözlerinin hapsindeyim»   | 17              | 21              | No hubo semifinales     | No hubo semifinales     |
| 1991                           | Roma       | İzel, Reyhan y Can                | «İki dakika»               | 12              | 44              | No hubo semifinales     | No hubo semifinales     |
| 1992                           | Malmö      | Aylin Vatankoş                    | «Yaz bitti»                | 19              | 17              | No hubo semifinales     | No hubo semifinales     |
| 1993                           | Millstreet | Burak Aydos                       | «Esmer yarim»              | 21              | 10              | No hubo semifinales     | No hubo semifinales     |
| No participó en 1994           |            |                                   |                            |                 |                 |                         |                         |
| 1995                           | Dublín     | Arzu Ece                          | «Sev!»                     | 16              | 21              | No hubo semifinales     | No hubo semifinales     |
| 1996                           | Oslo       | Şebnem Paker                      | «Beşinci mevsim»           | 12              | 57              | 7                       | 69                      |
| 1997                           | Dublín     | Şebnem Paker                      | «Dinle»                    | 3               | 121             | No hubo semifinales     | No hubo semifinales     |
| 1998                           | Birmingham | Tüzmen                            | «Unutamazsın»              | 14              | 25              | No hubo semifinales     | No hubo semifinales     |
| 1999                           | Jerusalén  | Tuğba Önal                        | «Dön artık»                | 16              | 21              | No hubo semifinales     | No hubo semifinales     |
| 2000                           | Estocolmo  | Pınar Ayhan                       | «Yorgunum anla»            | 10              | 59              | No hubo semifinales     | No hubo semifinales     |
| 2001                           | Copenhague | Sedat Yüce                        | «Sevgiliye son»            | 11              | 41              | No hubo semifinales     | No hubo semifinales     |
| 2002                           | Tallin     | Buket Bengisu y Saphire           | «Leylaklar soldu kalbinde» | 16              | 29              | No hubo semifinales     | No hubo semifinales     |
| 2003                           | Riga       | Sertab Erener                     | «Everyway that I can»      | 1               | 167             | No hubo semifinales     | No hubo semifinales     |
| 2004                           | Estambul   | Athena                            | «For real»                 | 4               | 195             | País anfitrión          | País anfitrión          |
| 2005                           | Kiev       | Gülseren                          | «Rimi rimi ley»            | 13              | 92              | Top 12 del año anterior | Top 12 del año anterior |
| 2006                           | Atenas     | Sibel Tüzün                       | «Süper star»               | 11              | 91              | 8                       | 91                      |
| 2007                           | Helsinki   | Kenan Doğulu                      | «Shake it up şekerim»      | 4               | 163             | 3                       | 197                     |
| 2008                           | Belgrado   | Mor ve Ötesi                      | «Deli»                     | 7               | 138             | 7                       | 85                      |
| 2009                           | Moscú      | Hadise                            | «Düm tek tek»              | 4               | 177             | 2                       | 172                     |
| 2010                           | Oslo       | maNga                             | «We could be the same»     | 2               | 170             | 1                       | 118                     |
| 2011                           | Düsseldorf | Yüksek Sadakat                    | «Live it up»               | No se clasificó | No se clasificó | 13                      | 47                      |
| 2012                           | Bakú       | Can Bonomo                        | «Love me back»             | 7               | 112             | 5                       | 80                      |
| No participó entre 2013 y 2025 |            |                                   |                            |                 |                 |                         |                         |

## Festivales organizados en Turquía
| Edición                                   | Ciudad sede | Localización      | Presentandores              |
| ----------------------------------------- | ----------- | ----------------- | --------------------------- |
| Festival de la Canción de Eurovisión 2004 | Estambul    | Abdi İpekçi Arena | Korhan Abay y Meltem Cumbul |

## Votación de Turquía
Hasta su última participación, en 2012, la votación de Turquía ha sido:
| Más puntos otorgados solo en la gran final | Más puntos otorgados solo en la gran final | Más puntos otorgados solo en la gran final |
| Pos.                                       | País                                       | Puntos                                     |
| ------------------------------------------ | ------------------------------------------ | ------------------------------------------ |
| 1                                          | Bosnia y Herzegovina                       | 129                                        |
| 2                                          | Reino Unido                                | 126                                        |
| 3                                          | Irlanda                                    | 119                                        |
| 4                                          | España                                     | 118                                        |
| 5                                          | Alemania                                   | 86                                         |

| Más puntos otorgados en semifinales y final | Más puntos otorgados en semifinales y final | Más puntos otorgados en semifinales y final |
| Pos.                                        | País                                        | Puntos                                      |
| ------------------------------------------- | ------------------------------------------- | ------------------------------------------- |
| 1                                           | Bosnia y Herzegovina                        | 175                                         |
| 2                                           | Reino Unido                                 | 126                                         |
| 3                                           | Irlanda                                     | 124                                         |
| 4                                           | España                                      | 118                                         |
| 5                                           | Suecia                                      | 97                                          |

| Más puntos recibidos solo en la final | Más puntos recibidos solo en la final | Más puntos recibidos solo en la final |
| Pos.                                  | País                                  | Puntos                                |
| ------------------------------------- | ------------------------------------- | ------------------------------------- |
| 1                                     | Alemania                              | 170                                   |
| 2                                     | Francia                               | 151                                   |
| 3                                     | Países Bajos                          | 132                                   |
| 4                                     | Bélgica                               | 108                                   |
| 5                                     | Suiza                                 | 104                                   |

| Más puntos recibidos en semifinales y final | Más puntos recibidos en semifinales y final | Más puntos recibidos en semifinales y final |
| Pos.                                        | País                                        | Puntos                                      |
| ------------------------------------------- | ------------------------------------------- | ------------------------------------------- |
| 1                                           | Alemania                                    | 208                                         |
| 2                                           | Francia                                     | 190                                         |
| 3                                           | Países Bajos                                | 168                                         |
| 4                                           | Suiza                                       | 154                                         |
| 5                                           | Reino Unido                                 | 143                                         |

## 12 puntos
- Turquía ha dado 12 puntos a:

### Final (1975 - )
| Año                            | País                           | Año  | País        | Año                  | País                 | Año  | País                 |
| ------------------------------ | ------------------------------ | ---- | ----------- | -------------------- | -------------------- | ---- | -------------------- |
| 1975                           | Portugal                       | 1983 | Yugoslavia  | 1990                 | Yugoslavia           | 1997 | Malta                |
| No participó entre 1976 y 1977 | No participó entre 1976 y 1977 | 1984 | España      | 1991                 | Israel               | 1998 | Reino Unido          |
| 1978                           | Israel                         | 1985 | España      | 1992                 | Irlanda              | 1999 | Alemania             |
| No participó en 1979           | No participó en 1979           | 1986 | Bélgica     | 1993                 | Bosnia y Herzegovina | 2000 | Suecia               |
| 1980                           | Países Bajos                   | 1987 | Yugoslavia  | No participó en 1994 | No participó en 1994 | 2001 | Estonia              |
| 1981                           | Alemania                       | 1988 | Reino Unido | 1995                 | Noruega              | 2002 | Austria              |
| 1982                           | Alemania                       | 1989 | Yugoslavia  | 1996                 | Irlanda              | 2003 | Bosnia y Herzegovina |

| Año                     | País y Bandera       |
| ----------------------- | -------------------- |
| 2004                    | Grecia               |
| 2005                    | Moldavia             |
| 2006                    | Bosnia y Herzegovina |
| 2007                    | Bulgaria             |
| 2008                    | Ucrania              |
| 2009                    | Bosnia y Herzegovina |
| 2010                    | Azerbaiyán           |
| 2011                    | Azerbaiyán           |
| 2012                    | Bosnia y Herzegovina |
| No participa desde 2013 |                      |

| Año                     | País                 |
| ----------------------- | -------------------- |
| 2004                    | Ucrania              |
| 2005                    | Grecia               |
| 2006                    | Bosnia y Herzegovina |
| 2007                    | Armenia              |
| 2008                    | Azerbaiyán           |
| 2009                    | Azerbaiyán           |
| 2010                    | Azerbaiyán           |
| 2011                    | Azerbaiyán           |
| 2012                    | Azerbaiyán           |
| No participa desde 2013 |                      |

## Galería de imágenes
|                                                              |
| Sertab Erener en la apertura del Festival de Eurovisión 2004 |

|                                 |
| Kenan Doğulu en Helsinki (2007) |

|                                 |
| Mor ve Ötesi en Belgrado (2008) |

|                      |
| maNga en Oslo (2010) |